# Bad 25 (filme)
Bad 25 é um documentário de 2012 sobre o 25º aniversário do álbum Bad de Michael Jackson, lançado em 1987. O filme foi dirigido por Spike Lee, que anteriormente dirigiu Jackson no videoclipe da canção "They Don't Care About Us", além de ter dirigido o videoclipe póstumo da canção "This Is It". Uma edição comemorativa do 25º aniversário do álbum Bad também foi lançada, em 18 de setembro de 2012, com o mesmo nome do filme.
O filme foi exibido pela primeira vez no 69º Festival Internacional de Cinema de Veneza, em 31 agosto de 2012, e foi exibido por tempo limitado em cinemas de Nova Iorque e Los Angeles, nos Estados Unidos, em 19 de outubro de 2012. O filme fez sua estreia na televisão no canal de televisão alemão VOX, em 20 de outubro de 2012, e no Reino Unido, na BBC2, em 1 de dezembro de 2012. Uma versão editada de 90 minutos do filme, com duração de 64 minutos sem comerciais, estreou na América do Norte, na rede ABC, em 22 de novembro de 2012. O filme foi lançado em Blu-ray e DVD em 2 de julho de 2013. O filme também está disponível na iTunes Store.

## Enredo
O filme inclui clipes dos bastidores da gravação do sétimo álbum de estúdio de Jackson, Bad (1987). O documentário também mostra várias pessoas que trabalharam com Jackson durante a era Bad (1986-1989) falando sobre a produção do álbum e da turnê, atuando ou estrelando em alguns dos singles e videoclipes de Bad, incluindo Sheryl Crow, que fazia dueto com Jackson na Bad World Tour em "I Just Can't Stop Loving You, Siedah Garrett, que gravou o dueto original, fala sobre sua experiência com Jackson e muitos outros. Há também entrevistas com artistas influenciados por Jackson.

## Elenco
- Michael Jackson - (filmagem de arquivo)
- Glen Ballard
- Justin Bieber
- Rubén Blades
- Jim Blashfield
- John Branca
- Miko C. Brando
- Questlove
- Chris Brown
- Ollie E. Brown
- Mariah Carey
- Colin Chilvers
- Andraé Crouch
- Sheryl Crow
- Jeffrey Daniel
- Matt Forger
- Siedah Garrett
- Nelson George
- CeeLo Green
- Andre Harrell
- Jerry Hey
- Jermaine Jackson - (filmagem de arquivo)
- Quincy Jones - (filmagem de arquivo)
- Jason King
- Jerry Kramer
- Karen Langford
- Vincent Paterson
- Greg Phillinganes
- Richard Price
- Joe Pytka
- L.A. Reid
- Seth Riggs
- John Robinson
- Thelma Schoonmaker
- Martin Scorsese
- Danyel Smith
- Larry Stessel
- Steve Stevens
- Bruce Swedien
- Tatiana Thumbtzen
- Will Vinton
- Joseph Vogel
- Kanye West
- Stevie Wonder
- Walter Yetnikoff
- Whitney Houston - (filmagem de arquivo)

## Home media
O filme foi lançado em Blu-ray e DVD em 2 de julho de 2013. Ele só pode ser adquirido através da loja no site oficial de Michael Jackson. O documentário também está disponível na iTunes Store.